# Université Lumière de Bujumbura
Pour les articles homonymes, voir Université Lumière.
L'université Lumière de Bujumbura (ULBU) est un établissement privé d'enseignement supérieur situé à Bujumbura, la capitale du Burundi.

## Historique
L'ULBU a été créée en 2000 par le Centre de production et de distribution de littérature chrétienne (CEPRODILIC), une association sans but lucratif du Burundi.
Autorisée à fonctionner par le ministre de l’Éducation nationale du Burundi dans sa lettre n° 610/N.S./1245/2000 du 13 juin 2000, l'ULBU a effectivement commencé ses activités le 25 septembre 2000.

## Organisation
L'université Lumière de Bujumbura est composée de huit facultés, deux instituts et deux centres,.

### Facultés
- Faculté des Sciences de la Communication
- Faculté de Droit
- Faculté des Sciences économiques et gestions
- Faculté des Sciences et technologies
- Faculté de Théologie
- Faculté de psychologie
- Faculté d'Agronomie et de développement rural
- Faculté des Sciences de la santé

### Instituts
- Institut supérieur professionnel en entrepreneuriat et gestion des projets(ISPEGP)
- Institut supérieur de gestion et commerce(ISGCO)

### Centres
- Centre de Formation à Distance
- Centre Universitaire de Formation et de Recherche en Entrepreneuriat (CUFORE)

## Personnalités liées

### Anciens professeurs et autres personnalités
- Dr. Yves Ndayikunda : Recteur
- Rév. Chanoine Paul Ntukamazina : Fondateur
- Prof. Joachim Nzotungicimpaye : Ancien Directeur Assurance Qualité.

### Anciens étudiants célèbres
- Amini Cishugi, écrivain et vidéaste congolais ;
- Kathia Gretta Iradukunda, éco-entrepreneure burundaise.